# Scannati vivi
Scannati vivi (Skinned Deep) è un film horror del 2004, diretto e scritto da Gabriel Bartalos.

## Trama
Un anziano viene attaccato e ucciso da un uomo che indossa una maschera di metallo.
La famiglia Rockwell si perde sull'autostrada. Quando la loro auto si guasta, Phil Rockwell cerca aiuto in un negozio. Una strana vecchia li invita a rimanere con lei, mentre uno dei suoi figli risolve il problema dell'auto.

## Distribuzione
In USA, il DVD è in vendita dal 30 giugno 2007 ed è stato distribuito dalla Boulevard Entertainment, è stato classificato vietato ai minori di 18 anni.
In Italia, il DVD è in vendita dal 24 gennaio 2013, mantiene l'aspect ratio in 4:3, ed è distribuito dalla Medusa Video, su licenza esclusiva Noshame, è stato classificato vietato ai minori di 14 anni.

## Accoglienza
Il sito web Bloody Good Horror dà al film un voto di 5/10, per le terribili prove attoriali e la storia debole, sottolineando le similitudini con Non aprite quella porta . Il sito web Eat Horror giudica così il film: "È davvero pessimo, non spaventa affatto e le incursioni nella commedia sono incredibilmente infantili".